# Les Sunlights des tropiques
Singles de Gilbert Montagné
J'ai le blues de toi
(1984) Au soleil (Robinson Crusoé)
(1985)
Les Sunlights des tropiques est une chanson du chanteur français Gilbert Montagné sortie le 27 avril 1985. La musique est écrite par Dario Farina (it) et Gilbert Montagné ; les paroles sont de Didier Barbelivien.

## Histoire de la chanson
Gilbert Montagné, après avoir rebondi en notoriété, en accompagnant au piano Johnny Hallyday, dans un show de celui-ci au Pavillon de Paris, porte de Pantin, effectue un retour en solo auprès du public en enregistrant, en 1980, la chanson Believe in me et se lance dans la préparation d'un nouvel album, l'album Liberté. Au dernier moment, dans l'enregistrement de cet album, il juge qu'un titre supplémentaire, qui soit fort, est nécessaire. Dario Farina compose avec lui une musique. Il appelle en pleine nuit et en urgence Didier Barbelivien pour qu'il lui construise un texte sur cette musique. Celui-ci, après une nuit blanche, lui faxe ce texte. L'album Liberté sort en 1984 et devient disque de platine. En 1985, le titre Les Sunlights des tropiques sort en 45 tours et se vend à plus de 200 000 exemplaires en France.
Ce titre devient aussi un morceau très demandé, pendant de longues années, dans les discothèques.
En 2009, Didier Barbelivien propose une version de cette chanson sur son album Ateliers d'Artistes.
En 2013, elle est reprise par le collectif Tropical Family, et par Matt Houston en duo avec Gilbert Montagné lui-même en tant qu'invité. Il existe une version anglaise apparaissant dans l'album Gold.

## Dans la culture
Sauf indication contraire, les informations mentionnées dans cette section peuvent être confirmées par le générique de fin de l'œuvre audiovisuelle présentée ici, ainsi que par la base de données cinématographiques IMDb,  présente dans la section « Liens externes ».
- 2001 : La Vérité si je mens ! 2 de Thomas Gilou ;
- 2022 : La Traversée de Varante Soudjian, dont une reprise de Loïc Fleury.

## Liste des titres
- 45 tours en France et en Belgique[4]

| 1. | Les Sunlights des tropiques | Didier Barbelivien | Dario Farina, Gilbert Montagné | 3:34 |

| 1. | Près de toi | Jean-Michel Bériat | Dario Farina, Gilbert Montagné | 3:42 |

- Maxi 45 tours en France

| 1. | Les Sunlights des tropiques (version longue) | 6:20 |

| 1. | Les Sunlights des tropiques (version instrumentale) | 6:03 |

## Classement
| Classement (1985) | Meilleure position |
| ----------------- | ------------------ |
| France (SNEP)     | 14                 |